# Lativka
Lativka  (ucraniano: Латівка) es una localidad del Raión de Odesa en el Óblast de Odesa de Ucrania. Según el censo de 2001, tiene una población de 1955 habitantes.